# 阮氏梅
靖皇后（越南语：／；？—？），名阮氏梅（越南语：／），越南廣南阮氏第一代領袖阮淦的正室。
阮氏梅祖籍海陽處四岐縣，後遷居清華處宋山縣。父親阮明辨是後黎朝特進輔國上將軍，兄阮於己為太傅威國公。阮氏梅為阮淦生下阮太祖阮潢。某年正月二十三日去世。景興五年四月十二日（1744年5月23日），武王阮福濶追贈為慈信昭懿德妃（越南语：／），後又追加弘仁二字，為慈信昭懿弘仁德妃（越南语：／）。
嘉隆五年六月初八日（1806年7月23日），阮福映追諡阮德妃為慈信昭懿弘仁淑德靖皇后（越南语：／），葬於長原陵，並安其神主於肇祖廟。

## 冊文
嘉隆五年（1806年），皇后冊文：
坤元光大，所以配乾；后德純全，故能相帝。表顯尊崇，禮宜兼舉。欽惟慈信昭懿弘仁阮德妃殿下，恭德溫溫，徽音秩秩。螽斯之慶，溢於門庭；鷄鳴之勤，洽乎閨閫。肆今憑藉靈貺，滋賁弘休，懿行豐功，鋪揚敢後。謹奉金冊，上尊號曰慈信昭懿弘仁淑德靖皇后。伏惟洋靈陟降，厚德無疆。光受鴻名，永綏慶祉。